# Paul Nicholson (dartsjátékos)
Paul Nicholson (Newcastle upon Tyne, 1979. május 10. –) angol születésű ausztrál dartsjátékos. 2007-től 2019-ig a Professional Darts Corporation tagja. Beceneve "The Asset".

## Pályafutása

### PDC
Nicholson 2009-ben vett részt első világbajnokságán a PDC-nél. A vb-n egészen a negyeddöntőig menetelt, ahol az angol James Wade ellen kapott ki 5–3-ra. Menetelése során legyőzte többek között az 1994-es világbajnok Dennis Priestleyt, valamint a 2011-ben és 2012-ben világbajnoki címet szerző Adrian Lewist is. A következő két világbajnokságon mindkétszer az első fordulóban esett ki, először Terry Jenkins verte 3–2-re, majd Peter Wright bizonyult jobbnak nála. Ez idő alatt 2010 júniusában először sikerült bekerülnie a világranglista legjobb 16 helyezettje közé, majd a 2012-es vb sorsolását már a világranglista 9. helyéről várhatta. 
2010-ben megnyerte első nagytornáját a PDC-nél, melyet a Players Championship Finals sikerült elérnie. A tornán Mervyn King-et győzte le 13–11-re a döntőben. 2011-ben a Championship League-ben elérte második nagytorna döntőjét, de a fináléban 6–1-re alulmaradt Phil Taylorral szemben.
2012-ben Simon Whitlockkal döntőt játszott a PDC-csapatvilágbajnokságon, ahol szoros csatában alulmaradtak az angol csapattal (Taylor és Lewis) szemben. Ebben az évben a világbajnokságon a harmadik körig jutott, ahol először Mensur Suljović-ot, majd Alan Tabernt is búcsúztatta. A legjobb 16 között viszont a belga Kim Huybrechts jobbnak bizonyult nála és 4–1-re legyőzte Nicholsont.
2013-ban és 2014-ben a harmadik körig sem sikerült eljutnia a vb-n, mindkétszer a második körben esett ki, először Robert Thornton, majd Kevin Painter győzte le őt. 
2015-ben Nicholson számára már az első fordulóban véget ért a világbajnokság, ahol a fiatal holland Benito van de Pas győzte le 3–2-re. Ezután a vb után az ausztrál három éven keresztül nem tudta magát kvalifikálni a világbajnokságra, de 2019-ben már sikerült neki a Pro Tour ranglistáról. A 2019-es vb-n Kevin Burness-szel játszott a legjobb 64-be kerülésért, de végül északír ellenfele jobbnak bizonyult nála és 3–0-ra megnyerte a mérkőzést.

## Világbajnoki szereplései

### PDC
- 2009: Negyeddöntő (vereség  James Wade ellen 3–5)
- 2010: Első kör (vereség  Terry Jenkins ellen 2–3)
- 2011: Második kör (vereség  Peter Wright ellen 2–4)
- 2012: Harmadik kör (vereség  Kim Huybrechts ellen 1–4)
- 2013: Második kör (vereség  Peter Wright ellen 3–4)
- 2014: Második kör (vereség  Kevin Painter ellen 0–4)
- 2015: Első kör (vereség  Benito van de Pas ellen 2–3)
- 2019: Első kör (vereség  Kevin Burness ellen 0–3)

## Döntői

### PDC nagytornák: 2 döntős szereplés
| Eredmény | Sorszám | Év   | Bajnokság                   | Ellenfél a döntőben | Pontok    |
| Győztes  | 1.      | 2010 | Players Championship Finals | Mervyn King         | 13–11 (l) |
| Döntős   | 1.      | 2011 | Championship League         | Phil Taylor         | 1–6 (l)   |

### PDC csapatversenyek: 1 döntős szereplés
| Eredmény | Sorszám | Év   | Bajnokság          | Ország     | Csapattárs     | Ellenfél a döntőben                  | Pontok  |
| Döntős   | 1.      | 2012 | World Cup of Darts | Ausztrália | Simon Whitlock | Anglia (Phil Taylor és Adrian Lewis) | 3–4 (m) |

1. 1 2  (l) = pontszám legekben, (sz) = pontszám szettekben, (m) = pontszám mérkőzésekben.

## További tornagyőzelmei
| Players Championship - Players Championship (BAR): 2011 - Players Championship (CRA): 2011 (x2) - Australia Singles Matchplay: 2008 - Australian Open Players Championship: 2009 | - DPA Australian Matchplay: 2009 - DPA Australian Singles: 2007 - Gaels Club Open: 2008 - Mildura Workers Club Open: 2008 (x2) - Punchbowl Open: 2009 - Southern Illawarra Open: 2008 - Viva Las Vegas NZ: 2008 - Wagga Classic: 2008 - Young RSL Viva NZ: 2008 |